# Julio Alemán
Julio Méndez Alemán (Morelia, Michoacán, 29 de noviembre de 1933-Ciudad de México, 11 de abril de 2012), conocido como Julio Alemán, fue un actor mexicano.

## Biografía y carrera
Nació siendo hijo de José Méndez Velázquez, un banquero y Otila Alemán Barrón. Fue el octavo de once hermanos. Cuando tenía dos meses de edad sus padres se mudaron con toda la familia a la Ciudad de México. Estudió para ser ingeniero, pero abandonó la carrera para dedicarse de lleno a la actuación.[cita requerida]
Debutó como actor en el año 1952 actuando en la puesta en escena experimental Espaldas mojadas. En el año 1957, hizo su debut profesional en la puesta en escena Corazón arrebatado. Participó en la primera telenovela hecha en México titulada Senda prohibida al lado de grandes actores como Silvia Derbez, Héctor Gómez, Alicia Montoya, Bárbara Gil, Dalia Íñiguez, Augusto Benedico, Luis Beristáin, Jorge Lavat y Miguel Suárez Arias entre otros. A esta le siguió una larga lista de telenovelas como La cobarde, Sor Juana Inés de la Cruz, El adorable profesor Aldao, Pobre Clara, Infamia, Mi destino eres tú, Las vías del amor, Mujer de madera, La verdad oculta y Destilando amor entre muchas otras.

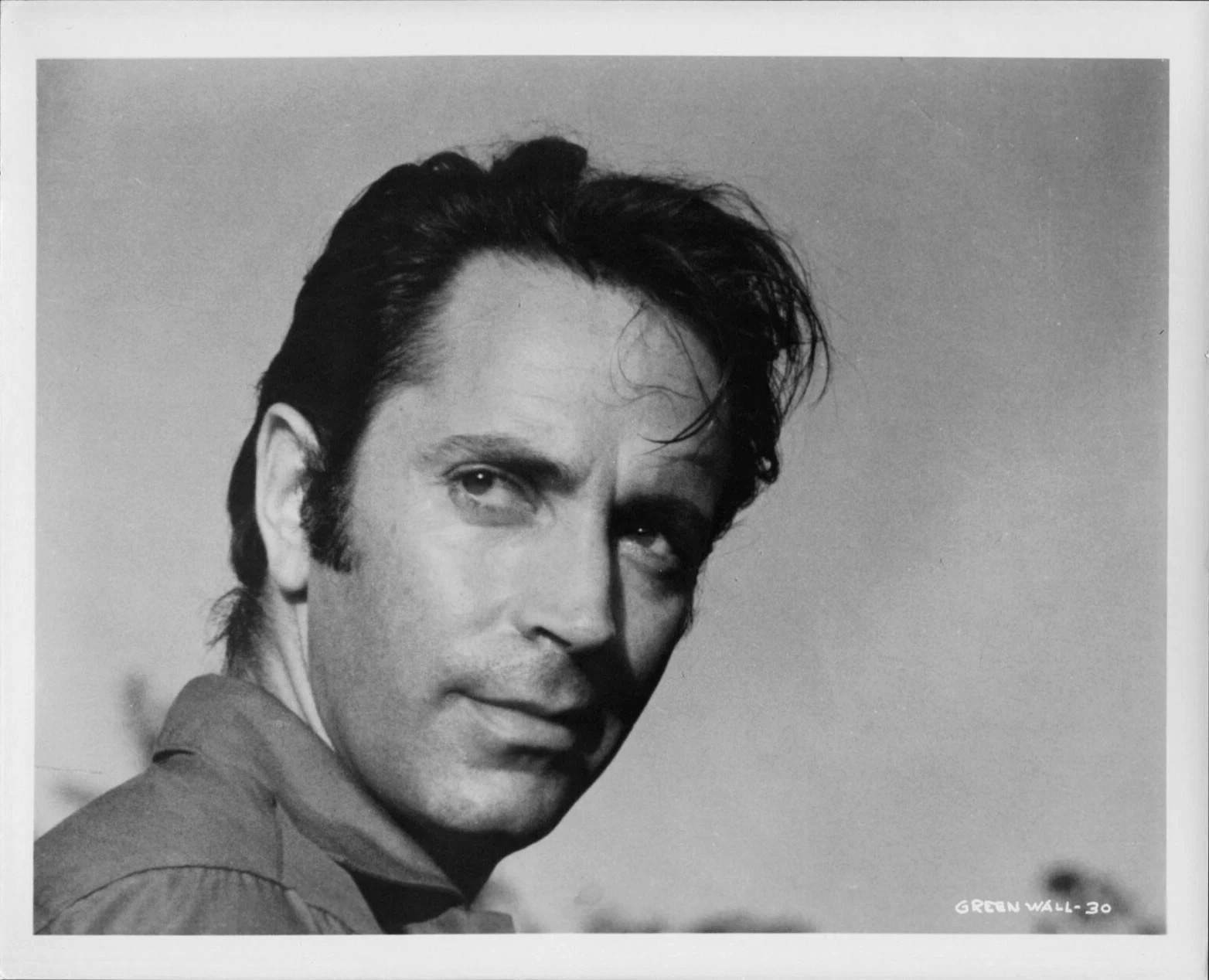
Julio Alemán interpretando a Mario en La muralla verde (1969).

En cine participó en una gran cantidad de cintas, por nombrar unas cuantas: Amor y sexo (Safo '63), El zarco, Simitrio, Los jóvenes, Historia de un canalla, Sangre en el Río Bravo, Las pirañas aman en cuaresma, Patsy, mi amor, El tunco Maclovio, La viuda blanca, Tiempo para amar(película que filmó con Claudia de Colombia y Amparo Grisales en Colombia), El ahorcado y Padres culpables. Participó en las recordadas versiones cinematográficas de El derecho de nacer al lado de Aurora Bautista y Maricruz Olivier y Corazón salvaje al lado de Angélica María.
Asimismo, hasta el año 1997 había intervenido para ese entonces en más de 30 puestas en escena entre las que se encuentran Nina, Con M de muerte, Modisto de señoras y El fantasma de la ópera.
En sus últimos años y en paralelo a su profesión se dedicó a la política siendo diputado federal en la LV Legislatura de la Unión(1991 - 1994)por el Distrito electoral federal 7 y representante en la III Asamblea de Representantes del Distrito Federal(1994 - 1997). Además, fungió como Secretario General de la ANDA.
La última telenovela en la que participó fue Soy tu dueña producida por Nicandro Díaz González en el año 2010. Su último trabajo como actor fue pocos meses antes de morir en la obra musical Perfume de Gardenia.

## Vida personal
Alemán estuvo casado con Esperanza Martínez, con quien tuvo cuatro hijos: Julio, Martín, Mauricio y Arturo. En el mes de noviembre del año 1970, Julio Alemán y su esposa Esperanza fueron víctimas de un asalto en su domicilio en el que, en defensa propia, el actor disparó y dio muerte a uno de los dos asaltantes. Durante mucho tiempo después del incidente, ambos se sintieron amenazados por la familia de los asaltantes.
Luego de muchos años de matrimonio, Alemán se divorció y se casó con una mujer más joven con quien tuvo dos hijos: los gemelos Alan y Daniel Méndez Sierra. A los diez años de casado, Alemán volvió a divorciarse y regresó con su primera esposa.

### Muerte
A Alemán le mantenía el anhelo de volver a la actuación, por lo que se sometió a intensos tratamientos de quimioterapia e incluso regresó a trabajar pese a su estado de salud. Ingresó al Instituto Nacional de Enfermedades Respiratorias el lunes 9 de abril de 2012 a causa de una infección en los pulmones. Sin embargo, después de varios estudios se descubrió que diez días antes había sufrido un infarto sin percatarse de ello. Esta afectación cardíaca mermó su salud, al grado de afectarle los riñones.[cita requerida] Finalmente, el miércoles 11 de abril de 2012 le costó la vida. El último adiós a quien fue considerado uno de los pilares en el espectáculo mexicano, gracias a sus 55 años de carrera, fue oficiado por sus familiares más cercanos y amigos.

## Filmografía

### Cine
- Tango das mortes (2008)
- Dos bien puestos (2006)
- No hay derecho joven (2006) como San Pedro
- Se les peló Baltazar (2006)
- Un artista del hambre (2005)
- Emboscada de federales (2003)
- La Estampa del escorpión (2002)
- La Dama de la Texana (2001)
- Padres culpables (2001) como Sebastián
- También las mujeres pueden (2001)
- Cuando el poder es (2000) como Maestro
- Agarren al de los huevos (2000) como Don Aurelio
- El Tesoro del Pilar (2000)
- Milenio, el principio del fin (2000)
- Venganza contra el reloj (1999)
- Puño de lodo (1999)
- La fiesta de los perrones (1999) como J. Beltrán
- Las hijas de Xuchi Paxuchil (1999)
- Si nos dejan (1999)
- Cuatro meses de libertad (1998) como Sacerdote
- Acábame de matar (1998) como Comandante
- La Paloma y El Gavilán (1998) como Don Artemio
- Secuestro: Aviso de muerte (1998) como Zafiro
- Veinte años después (1998)
- Mujeres bravas (1998)
- La banda del mocha orejas (1998)
- Raza indomable (1998)
- Bronco (1991) como el Comandante de la Policía y Padre de Ramiro, tecladista del grupo.
- Hembras con valor de muerte (1998)
- La Hora 24 (1990) como Pedro de Limantur
- Funerales del terror (1990)
- Las Baileras (1990) película con Los Yonic's como Don Julio
- Vacaciones de terror (1988) como Fernando.
- Ladrón (1988)
- Sábado D.F. (1988) como Ricardo
- La Leyenda del Manco (1987)
- Policía de narcóticos (1986) como el señor de la Parra
- El cafre (1986) como Camionero.
- Mi fantasma y yo (1986)
- La cárcel de Laredo (1985)
- Territorio sin ley (1984)
- Pedro el de Guadalajara (1983)
- Los dos matones (1983)
- El ahorcado (1983) como Regino
- Inseminación artificial (1983)
- La contrabandista (1982)
- Prohibido amar en Nueva York (1982) como Alberto.
- La agonía del difunto (1982) como Agustino Landazábal.
- Padre por accidente (1981)
- Tiempo para amar (1980) como Alejandro Martínez.
- Pelea de perros (1980)
- Del otro lado del puente (1980) como Profesor Bob.
- El Cara parchada (1980) como Joe
- El Tren de la muerte (1979) como Álvaro Cortés
- Los japoneses no esperan (1978)
- Deportados (1977)
- Un mulato llamado Martín (1975)
- Un amor extraño (1975)
- Un camino al cielo (1975)
- Los valientes de Guerrero (1974)
- Mi amorcito de Suecia (1974) como Marcelo
- Adiós, amor (1973) como Martín
- Diamantes, oro y amor (1973)
- El Imponente (1973)
- Mi mesera (1973)
- El Sargento Pérez (1973)
- Tampico (1972) como Doctor Luis Rico.
- El arte de engañar (1972)
- La pequeña señora de Pérez (1972)
- Río salvaje (1971)
- El ídolo (1971)
- En esta cama nadie duerme (1971)
- Los Novios (1971) como Antonio Domínguez
- Los Corrompidos  (1971) como Martín
- La Viuda blanca (1970) como Martín Durán
- El tunco Maclovio (1970) como Maclovio Castro / El tunco Maclovio.
- Cruz de amor (1970)
- La muralla verde (1970) como Mario.
- Una mujer para los sábados (1970) como Javier Lozano
- La Trinchera (1969)
- Trampas de amor (1969) como Mauricio Armenta.
- Préstame a tu mujer (1969)
- Patsy, mi amor (1969) como Ricardo .
- Una noche bajo la tormenta (1969)
- Peligro...! Mujeres en acción (1969) como Álex Dinamo
- Valentín Armienta el vengador (1969)
- La guerrillera de Villa (1969)
- El yaqui (1969)
- Las pirañas aman en cuaresma (1969) como Raúl.
- Corazón salvaje (1968) como Juan del Diablo / Juan Alcázar.
- Amor perdóname (1968)
- Los Ángeles De Puebla (1968) como Leonardo.
- Cómo enfriar a mi marido (1967)
- Mujeres, mujeres, mujeres (1967)
- Rocambole contra la secta del escorpión (1967) como Rocambole
- SOS Conspiración Bikini (1967)
- Rocambole contra las mujeres arpías (1967) como Rocambole
- La perra (1967) como Lucas.
- Mariana (1967)
- El derecho de nacer (1966) como Alberto Limonta
- Sangre en Río Bravo (1966)
- Sólo de noche vienes (1965) como Andrés Villalta.
- Preciosa (1965)
- Los hijos que yo soñé (1965)
- Mi héroe (1965)
- Diablos en el cielo (1965)
- Me ha gustado un hombre (1964 - 1965)
- Napoleoncito (1964)
- Yo, el valiente (1964)
- Los novios de mis hijas (1964) como Lorenzo Robles
- Historia de un canalla (1964) como Julio Benavente
- Museo del horror (1964) como Doctor Raúl.
- Amor y sexo (Safo '63) (1964) como Raúl Solana.
- La sonrisa de los pobres (1964)
- La edad de la violencia (1964) como Fuentes
- La diosa impura (1963) como Julio Molina Vargas.
- El hombre de papel (1963) como Paseante.
- La risa de la ciudad (1963) como Polo.
- Una Joven de 16 años (1962)
- Neutrón contra el Dr. Caronte (1963)
- Cuando los hijos se pierden (1963)
- Me dicen el consentido (1962)
- La Muerte pasa lista (1962)
- Nostradamus, el genio de las tinieblas (1962) como Antonio
- La barranca sangrienta (1962)
- Locos por la música (1962)
- El látigo negro contra los farsantes (1962)
- La venganza del resucitado (1962)
- Los autómatas de la muerte (1962)
- Los encapuchados del infierno (1962)
- Nostradamus y el destructor de monstruos (1962) como Antonio
- Neutrón el enmascarado negro (1962) como Caronte
- Nuestros odiosos maridos (1962)
- La marca del gavilán (1962)
- Juventud sin Dios (1962) como Raymundo
- Con la misma moneda (1961)
- Los inocentes (1961)
- Los hermanos Del Hierro (1961) como Martín Del Hierro.
- Aventuras del látigo negro (1961)
- La maldición de Nostradamus (1961) como Antonio
- Los jóvenes (1961) como Lorenzo "El Gato" Gómez.
- Tres Romeos y una Julieta (1961)
- Tirando a matar (1961)
- La sangre de Nostradamus (1961) como Antonio
- Simitrio (1960) como Fernando.
- La Cigüeña dijo sí (1960)
- Impaciencia del corazón (1960)
- La maldición de Nostradamus como Antonio (1960)
- Neutrón, el enmascarado negro (1960)
- La edad de la tentación (1959)
- Una abuelita atómica (1958)
- El Zarco (1957)

### Telenovelas
- Soy tu dueña (2010) .... Ernesto Galeana.
- Corazón salvaje (2009 - 2010) .... Narrador.
- Las tontas no van al cielo (2008) .... Arturo Molina.
- Amor sin maquillaje (2007) .... Él mismo.
- Destilando amor (2007) .... Roberto Avellaneda.
- La verdad oculta (2006) .... Adolfo Ávila.
- Mujer de madera (2004 - 2005) .... Aarón Santibáñez.
- Amor real (2003) .... Joaquín Fuentes-Guerra.
- Las vías del amor (2002 - 2003) .... Alberto Betanzos.
- Mi destino eres tú (2000) .... Augusto Rodríguez Franco.
- Cuento de Navidad (1999 - 2000) .... Severo Rubiales Conde.
- Alma rebelde (1999) .... Diego Pereira.
- Nunca te olvidaré (1999) .... Juez.
- Gotita de amor (1998) .... Juez.
- Mi pequeña traviesa (1997 - 1998).
- Confidente de secundaria (1996) .... Simón.
- Cautiva (1986) .... Javier Arellano.
- Aprendiendo a vivir (1984) .... Rafael.
- Profesión: Señora (1983) .... Fabián
- Infamia (1981) .... Víctor Andreu.
- Sandra y Paulina (1980) .... Andrés.
- Dos a quererse (1977) .... Claudio
- Pobre Clara (1975) .... Doctor Cristián de la Huerta Santander.
- Sacrificio de mujer (1972) (Venezuela) .... Miguel Ángel
- El adorable profesor Aldao (1971) (Perú) .... Mariano Aldao.
- El ciego (1969) .... Julián.
- Rocambole (1967) .... Rocambole
- Nuestro barrio (1965) .... Alejandro
- La cobarde (1962) .... Roberto.
- Sor Juana Inés de la Cruz (1962).
- El otro (1960)  .... Rafael.
- Senda prohibida (1958).

### Televisión
- Tiempo final (2009) como Ignacio.
- Diseñador ambos sexos (2001) como Don Félix Márquez.
- Club familiar (1999) como conductor
- Tu jefa (1997 - 1998)
- Yo soy, yo fui, ay sí, cómo no (1996) como Jaimito Ernestillo
- El Chavo del 8 (1996) como Simón
- Mi barrio (1992 - 1993) como conductor
- Jueves espectaculares (1971) como conductor
- Hoy (1969)
- La hora pico como él mismo

### Teatro
- Perfume de Gardenia (2012)
- Doce hombres en pugna (2009)
- Oferta Inmoral (1996)
- Yo y mi chica
- El fantasma de la ópera (1976)
- Modisto de señoras
- Nina
- Los derechos de la mujer
- Irma la dulce
- Locura de juventud
- Con M de muerte
- Corazón arrebatado (1957)
- Espaldas mojadas (1952)
- La novicia rebelde (1977)

## Premios y nominaciones

### Premios TVyNovelas
| Año  | Categoría          | Título           | Resultado |
| ---- | ------------------ | ---------------- | --------- |
| 2008 | Mejor primer actor | Destilando amor  | Nominado  |
| 2007 | Mejor primer actor | La verdad oculta | Ganador   |
| 1987 | Mejor primer actor | Cautiva          | Nominado  |

### Diosas de Plata
| Año  | Categoría   | Título            | Resultado |
| ---- | ----------- | ----------------- | --------- |
| 1971 | Mejor actor | El tunco Maclovio | Ganador   |

### Premios Calendario de Oro 2007
| Categoría         | Persona      | Resultado |
| ----------------- | ------------ | --------- |
| Estrella de Siglo | Julio Alemán | Ganador   |